# Charles Reid (Snowboarder)
Charles Reid (* 12. April 1990 in Mont-Tremblant) ist ein ehemaliger kanadischer Snowboarder. Er startete in den Freestyledisziplinen.

## Werdegang
Reid nahm von 2006 bis 2014 an Wettbewerben der World Snowboard Tour und der FIS teil. Dabei wurde er im März 2006 bei den Burton US Open Vierter im Slopestyle. In der Saison 2007/08 startete er in Sungwoo erstmals im Snowboard-Weltcup, wobei er den 17. Platz in der Halfpipe errang und kam bei den Burton US Open auf den dritten Platz im Slopestyle. Nach Platz zwei bei den Burton New Zealand Open im Snow Park und Rang eins beim Stylewars in Falls Creek zu Beginn der Saison 2008/09, erreichte er mit Platz sieben in der Halfpipe im Stoneham seine erste Top-Zehn-Platzierung im Weltcup und zum Saisonende mit dem 46. Platz im Halfpipe-Weltcup sein bestes Gesamtergebnis. Zudem wurde er bei den Burton Canadian Open in Calgary Dritter im Slopestyle und bei The Intelligent Design in Park City sowie bei den X-Trail Asian Open jeweils Zweiter im Slopestyle. In den folgenden Jahren errang beim Stylewars im August 2009 sowie bei der Winter Dew Tour in Breckenridge im Dezember 2011 jeweils den dritten Platz im Slopestyle und siegte im März 2013 beim Grandvalira Total Fight im Slopestyle. In der Saison 2013/14 belegte er bei den Olympischen Winterspielen 2014 in Sotschi den 22. Platz im Slopestyle und absolvierte im Stoneham seinen 11. und damit letzten Weltcup, welchen er auf dem fünften Platz im Slopestyle beendete und damit seine beste Platzierung im Weltcup errang.

## Weltcup-Gesamtplatzierungen
| Saison  | Gesamt/Freestyle | Gesamt/Freestyle | Halfpipe | Halfpipe | Slopestyle | Slopestyle |
| Saison  | Punkte           | Platz            | Punkte   | Platz    | Punkte     | Platz      |
| ------- | ---------------- | ---------------- | -------- | -------- | ---------- | ---------- |
| 2007/08 | 140              | 213.             | 140      | 65.      | -          | -          |
| 2008/09 | 540              | 127.             | 360      | 46.      | -          | -          |
| 2009/10 | 110              | 227.             | 110      | 73.      | -          | -          |
| 2012/13 | 280              | 72.              | -        | -        | 280        | 26.        |
| 2013/14 | 560              | 39.              | -        | -        | 560        | 15.        |